# Tahaa (Polynésie française)
Tahaa est une commune de la Polynésie française dans les îles Sous-le-Vent, faisant partie de l'archipel de la Société. Le chef-lieu de cette dernière est Tahaa.

## Toponymie
Avant de s'appeler Tahaa, l'île était jadis nommée Ùpōrū (cf. Upolu, l'une île des Sāmoa). Elle reçoit certains surnoms:
- Ùpōrū i te fare atua (“Ùpōrū, la maison des dieux”)
- Ùpōrū fānau atua (“Ùpōrū qui engendre les dieux”)
- Ùpōrū i te fare àiraa ùpu (“Ùpōrū, l'école où l'on acquiert multiples connaissances”)
- Ùpōrū i te pua-hau-au
- Tahaa nui i te Pia Tāreà (“Tahaa, l'île à la levure et au safran d'Océanie”)
- Tahaa i te fenua vānira (“Tahaa, l'île vanille”).

## Histoire

### Démographie
L'évolution du nombre d'habitants est connue à travers les recensements de la population effectués dans la commune depuis 1971. À partir de 2006, les populations légales des communes sont publiées annuellement par l'Insee, mais la loi relative à la démocratie de proximité du 27 février 2002 a, dans ses articles consacrés au recensement de la population, instauré des recensements de la population tous les cinq ans en Nouvelle-Calédonie, en Polynésie française, à Mayotte et dans les îles Wallis-et-Futuna, ce qui n’était pas le cas auparavant. Pour la commune, le premier recensement exhaustif entrant dans le cadre du nouveau dispositif a été réalisé en 2002, les précédents recensements ont eu lieu en 1996, 1988, 1983, 1977 et 1971.
En 2017, la commune comptait 5 234 habitants, en augmentation de 0,27 % par rapport à 2012
| 1971  | 1977  | 1983  | 1988  | 1996  | 2002  | 2007  | 2012  | 2017  |
| ----- | ----- | ----- | ----- | ----- | ----- | ----- | ----- | ----- |
| 3 539 | 3 513 | 3 751 | 4 005 | 4 470 | 4 781 | 5 003 | 5 220 | 5 234 |

| 2022  | - | - | - | - | - | - | - | - |
| ----- | - | - | - | - | - | - | - | - |
| 5 296 | - | - | - | - | - | - | - | - |

La population de l'île en 2017 :
- Paatio (Pātio) (1 242 habitants, chef-lieu),
- Hīpū (428 habitants),
- Faaàhā (428 habitants),
- Haamene (908 habitants),
- Vaitōàre (485 habitants),
- Poutoru (542 habitants),
- Tīvā (548 habitants),
- Tapuàmu (653 habitants).

## Politique et administration

### Commune de Tahaa
Aux temps anciens, l'île de Tahaa était divisée en quatre grandes chefferies :  
- Ìripaù,
- Hauìno,
- Niuā-e-maha,
- Ruutia.

Aujourd'hui, l'île de Tahaa est divisée en huit villages (vaamataèinaa ou òire): 
- Paatio (Pātio), situé au nord de l'île, regroupe la plupart des services administratifs de l'île. Il est également le village principal de l'île.
- Hīpū,
- Faaàhā,
- Haamene,
- Vaitōàre (Vaitōraarē),
- Poutoru,
- Tīvā,
- Tapuàmu.

### Liste des maires
| Période                                  | Période  | Identité        | Étiquette                                  | Qualité |
| ---------------------------------------- | -------- | --------------- | ------------------------------------------ | --- |
| 1985                                     | ?        | Jean Tupu       |                                            | Pasteur protestant |
| 1995                                     | 2008     | Ismaël Tuahu,   | Tahoeraa huiraatira puis Tavini huiraatira | Infirmier Membre de l'Assemblée de la Polynésie française (1991 → 2012) Vice-président de l'Assemblée Chevalier de l'Ordre national du Mérite (2005) |
| 2008                                     | 2014     | Emma Maraea     | To tatou ai'a puis A Ti'a Porinetia        | Membre de l'Assemblée de la Polynésie française (2004 → 2018)                                                                                        |
| 2014                                     | 2020     | Céline Temataru | Tahoeraa huiraatira                        | |
| 2020                                     | En cours | Patricia Amaru  | Tapura huiraatira                          | Institutrice et directrice d’école Membre de l'Assemblée de la Polynésie française (2013 → )                                                         |
| Les données manquantes sont à compléter. |          |                 |                                            | |